# Alderwasley
Alderwasley est une paroisse civile et un village du Derbyshire, en Angleterre.